# Радчино (Московская область)
Радчино — деревня в Наро-Фоминском районе Московской области, в составе сельского поселения Ташировское. Численность постоянного населения по Всероссийской переписи 2010 года — 37 человек, в деревне числится 1 улица — Некрасова. До 2006 года Радчино входило в состав Крюковского сельского округа.
Деревня расположена в западной части района, на левом берегу реки Таруса, примерно в 12 км к северо-западу от города Наро-Фоминска, высота центра над уровнем моря 177 м. Ближайшие населённые пункты — Крюково и Головково.